# Antonio Tosini
Pour les articles homonymes, voir Tosini.
Antonio Tosini surnommé Toni Tosini, né le 16 janvier 1946 à Isola della Scala (Italie), est un footballeur belge. Il évoluait au poste de gardien de but.

## Biographie
Antonio Tosini commence sa carrière professionnelle au Sporting Charleroi lors du championnat 1966-1967. Il est le gardien de but emblématique de l'équipe vice-championne de Belgique en 1968-1969 derrière le Standard de Liège. Il dispute trois matchs en Coupe des villes de foires lors de la saison 1969-1970 avec Charleroi.
Il joue six saisons et 132 matches à Charleroi avant de rejoindre Saint-Trond, où il garde les buts pendant sept saisons. Il termine sa carrière professionnelle à l'Olympic Club de Charleroi en 1981 à l'âge de 35 ans.

## Palmarès
- Vice-champion de Belgique en 1968-1969 avec le Sporting Charleroi